# Dan Aykroyd
Daniel Edward „Dan” Aykroyd (n. 1 iulie 1952, Ottawa, Ontario, Canada) este un comediant, actor, scenarist și muzician canadian. A fost un membru al echipei originale de la Saturday Night Live și un inițiator al The Blues Brothers (cu John Belushi). Este cel mai renumit pentru rolul său din Ghostbusters. A avut o carieră lungă ca actor de film și scenarist.

## Filmografie

### Filmografia (actor în producții cinematografice)
| Anul | Filmul                               | Rolul                              |
| ---- | ------------------------------------ | ---------------------------------- |
| 1974 | The Gift of Winter                   | Goodly/Rotten/Maple                |
| 1977 | Love at First Sight                  | Roy                                |
| 1979 | Mr. Mike's Mondo Video               | Jack Lord Priest                   |
| 1979 | 1941                                 | Sgt. Frank Tree                    |
| 1980 | The Blues Brothers                   | Elwood Blues                       |
| 1981 | Neighbors                            | Vic                                |
| 1982 | It Came from Hollywood               | el însuși                          |
| 1983 | Doctor Detroit                       | Clifford Skridlow/ Doctor Detroit  |
| 1983 | Trading Places                       | Louis Winthorpe III                |
| 1983 | Twilight Zone: The Movie             | Passenger/ Ambulance Driver        |
| 1984 | Ghostbusters                         | Dr. Raymond Stantz                 |
| 1984 | Indiana Jones and the Temple of Doom | Art Weber                          |
| 1984 | Nothing Lasts Forever                | Buck Heller                        |
| 1985 | Into the Night                       | Herb                               |
| 1985 | Spies Like Us                        | Austin Millbarge                   |
| 1987 | Dragnet                              | Sgt. Joe Friday                    |
| 1988 | Caddyshack II                        | Capt. Tom Everett                  |
| 1988 | The Couch Trip                       | John W. Burns, Jr.                 |
| 1988 | The Great Outdoors                   | Roman Craig                        |
| 1988 | She's Having a Baby                  | Roman Craig                        |
| 1988 | My Stepmother Is an Alien            | Steven Mills                       |
| 1989 | "Liberian Girl"                      | Cameo                              |
| 1989 | Driving Miss Daisy                   | Boolie Werthan                     |
| 1989 | Ghostbusters II                      | Dr. Raymond Stantz                 |
| 1990 | Loose Cannons                        | Ellis Fielding                     |
| 1990 | Masters of Menace                    | Johnny Lewis                       |
| 1991 | My Girl                              | Harry Sultenfuss                   |
| 1991 | Nothing but Trouble                  | Judecător Alvin Valkenheiser/ Bobo |
| 1992 | Chaplin                              | Mack Sennett                       |
| 1992 | Sneakers                             | Mother                             |
| 1992 | This Is My Life                      | Arnold Moss                        |
| 1993 | Coneheads                            | Beldar Conehead                    |
| 1994 | A Century of Cinema                  | el însuși                          |
| 1994 | Exit to Eden                         | Fred Lavery                        |
| 1994 | My Girl 2                            | Harry Sultenfuss                   |
| 1994 | North                                | Pa Tex                             |
| 1995 | Canadian Bacon                       | OPP Officer                        |
| 1995 | Casper                               | Dr. Raymond Stantz                 |
| 1995 | The Random Factor                    | Dexter                             |
| 1995 | Tommy Boy                            | Ray Zalinsky                       |
| 1996 | Rainbow                              | Sheriff Wyatt Hampton              |
| 1996 | Celtic Pride                         | Jimmy Flaherty                     |
| 1996 | Feeling Minnesota                    | Det. Ben Costikyan                 |
| 1996 | My Fellow Americans                  | President William Haney            |
| 1996 | Getting Away with Murder             | Jack Lambert                       |
| 1996 | Sgt. Bilko                           | Colonel John T. Hall               |
| 1997 | Grosse Pointe Blank                  | Grocer                             |
| 1998 | Antz                                 | Chip                               |
| 1998 | Blues Brothers 2000                  | Elwood Blues                       |
| 1998 | Susan's Plan                         | Bob                                |
| 1999 | Diamonds                             | Lance Agensky                      |
| 2000 | The House of Mirth                   | Gus Trenor                         |
| 2000 | Loser                                | Dad                                |
| 2000 | Stardom                              | Barry Levine                       |
| 2001 | The Curse of the Jade Scorpion       | Chris Magruder                     |
| 2001 | Evolution                            | Governor Lewis                     |
| 2001 | The Frank Truth                      | el însuși                          |
| 2001 | On the Nose                          | Dr. Barry Davis                    |
| 2001 | Pearl Harbor                         | Capt. Thurman                      |
| 2002 | Crossroads                           | Pete Wagner                        |
| 2002 | Unconditional Love                   | Max Beasly                         |
| 2003 | Bright Young Things                  | Lord Monomark                      |
| 2004 | Christmas with the Kranks            | Vic Frohmeyer                      |
| 2004 | Shortcut to Happiness                | Julius Jenson                      |
| 2004 | 50 First Dates                       | Dr. Keats                          |
| 2004 | Intern Academy                       | Dr. Cyrill Kipp                    |
| 2007 | I Now Pronounce You Chuck & Larry    | Captain Tucker                     |
| 2008 | War, Inc.                            | Mr. Vice President                 |
| 2010 | Yogi Bear                            | Yogi Bear                          |
| 2012 | The Campaign                         | Wade Motch                         |
| 2012 | The Ultimate Sacrifice               | Narrator                           |
| 2013 | Behind the Candelabra                | Seymour Heller                     |
| 2014 | Tammy                                | Don                                |
| 2014 | Get on Up                            | Ben Bart                           |